# 시모야마 요시미츠
시모야마 요시미츠(일본어: 下山吉光 しもやま よしみつ[*], 1976년 5월 6일 - )는 일본의 남자 성우다. 카나가와현 출신으로 이전에는 81프로듀스 소속이었다.

## 출연 작품

### TV 애니메이션
2002년
- 록맨 에그제(갓츠맨)

2005년
- 메이저 2기(쿠사노 히데아키)

2007년
- 메이저 3기(카라사와)
- 도쿄마인학원 검풍첩(사가노 레이지)

2009년
- 페어리 테일(아르작 코넬)

2011년
- 바쿠만 2(오가와 나오토)